# María Luisa, vévodkyně z Talavery
Infantka María Luisa Španělská, vévodkyně z Talavery de la Reina (María Luisa de Silva y Fernández de Henestrosa; 3. prosince 1880, Madrid – 2. dubna 1955, Madrid) byla španělská aristokratka a druhá manželka infanta Ferdinanda Španělského, prince Bavorského, bratrance a (bývalého) švagra Alfonse XIII. Španělského. Byla druhým dítětem a starší dcerou Luise de Silva y Fernandez de Henestrosa, 10. hraběte z Pie de Concha a jeho manželky Maríe de los Dolores Fernández de Henestrosaové, dcery 9. markýze z Villadarias.
Doña María získala titul „vévodkyně z Talavery de la Reina“, stala se španělskou grandkou a dne 25. června 1914 přijala oslovení Její královská Výsost. Doña María se 1. října 1914 v Gipuzkoe ve Španělsku provdala za infanta Dona Fernanda de Baviera, jehož první manželka (a sestřenice), infantka Marie Tereza, zemřela v roce 1912.
Infant Ferdinand Španělský, princ bavorský a infantka María Luisa, vévodkyně z Talavery de la Reina neměli děti. Po její smrti v roce 1955 tak její vévodství přešlo na jejího synovce Juana Manuela de Silva y Goyeneche, 20. markýze ze Zahary a 13. hraběte z Pie de Concha.